# Josselyn Garciglia
Josselyn Azzeneth Garciglia Bañuelos (La Paz, Baja California Sur, México; 25 de septiembre de 1990) es una actriz, modelo y exreina de belleza mexicana, ganadora del concurso Nuestra Belleza México 2013. Representó a México en Miss Universo 2014.

## Biografía
Josselyn Garciglia nació el 25 de septiembre de 1990 en la ciudad de La Paz, Baja California Sur, México. Es egresada de la Universidad del Valle de Atemajac como Licenciada en Nutrición.

## Concursos de Belleza

### Miss Universo 2014
El 25 de enero de 2015 en la Arena de la Universidad Internacional de Florida, en la ciudad de Miami, Estados Unidos, se llevó a cabo la final de Miss Universo en la ciudad Doral, Estados Unidos. A pesar de que Josselyn se encontraba entre las máximas favoritas a llevarse la corona , no logró avanzar al primer corte.

### Nuestra Belleza México 2013
El sábado 19 de octubre de 2013 se llevó a cabo la final del concurso Nuestra Belleza México en el Aeropuerto Internacional de la ciudad de Toluca, Estado de México, México. Al final de la noche Josselyn se alzó con la corona, obteniendo el pase para representar a México en Miss Universo 2014.

## Filmografía

### Telenovelas
| Año  | Título       | Personaje | Ref.   |
| ---- | ------------ | --------- | ------ |
| 2016 | Las amazonas | Joana     | [ 17 ] |